# Konca vas
Konca vas este o localitate din comuna Kočevje, Slovenia, cu o populație de 112 locuitori.